# 米特尔瑟门
米特尔瑟门（德語：Mittelsömmern）是德国图林根州的一个市镇。总面积10.08平方公里，总人口223人，其中男性111人，女性112人（2011年12月31日），人口密度22人/平方公里。